# Astor Place (línea de la Avenida Lexington)
 Astor Place (anteriormente llamada Astor Place – Cooper Union) es una estación en la línea de la Avenida Lexington del Metro de Nueva York de la A del Interborough Rapid Transit Company. La estación se encuentra localizada entre los barrios NoHo/East Village en Manhattan y entre Astor Place y la Calle Lafayette. La estación es servida en varios horarios por diferentes trenes de los servicios ,  y .

## Galería

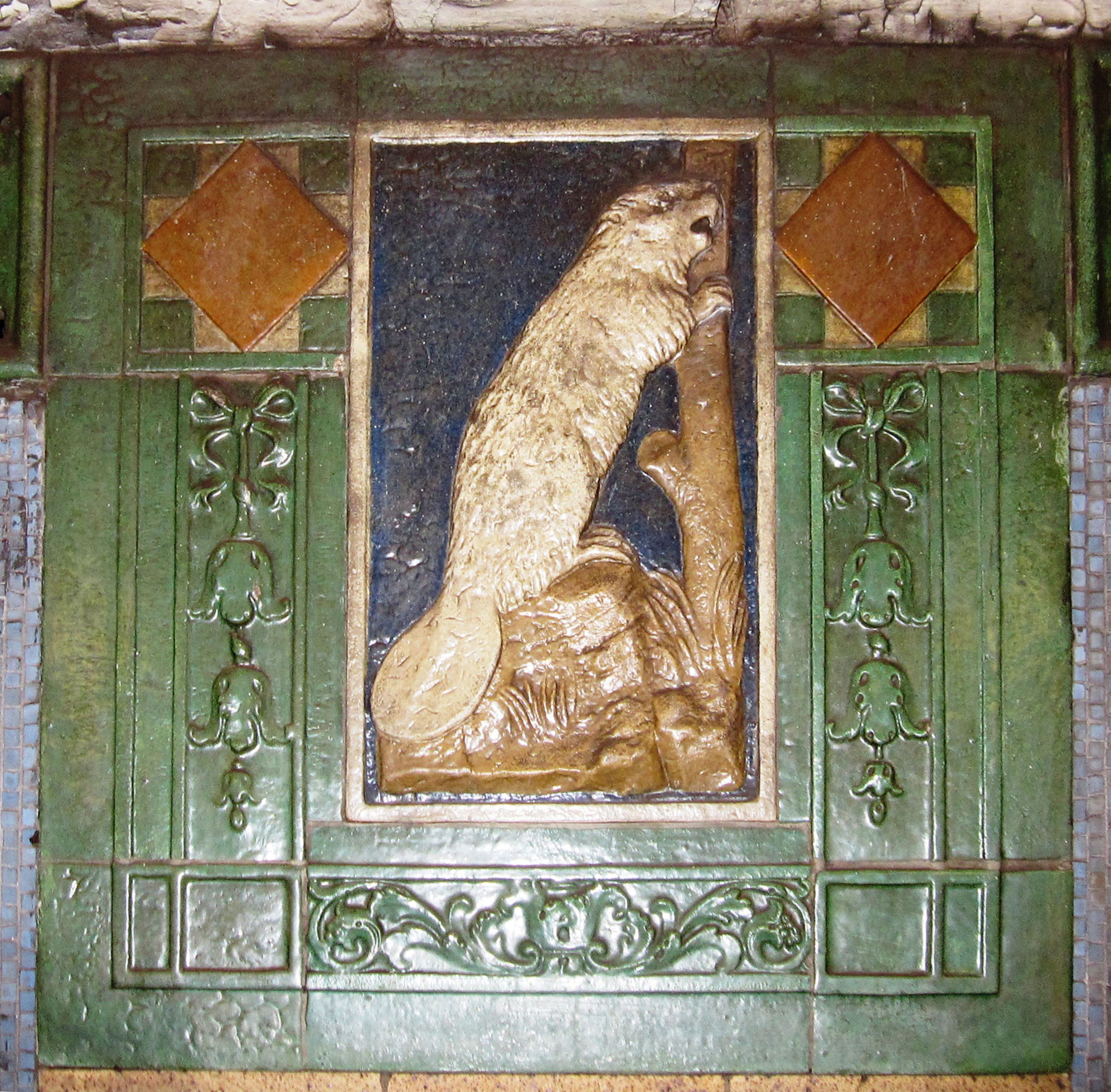
Placa con un castor, por Heins & LaFarge/Grueby Faience Company, 1904.
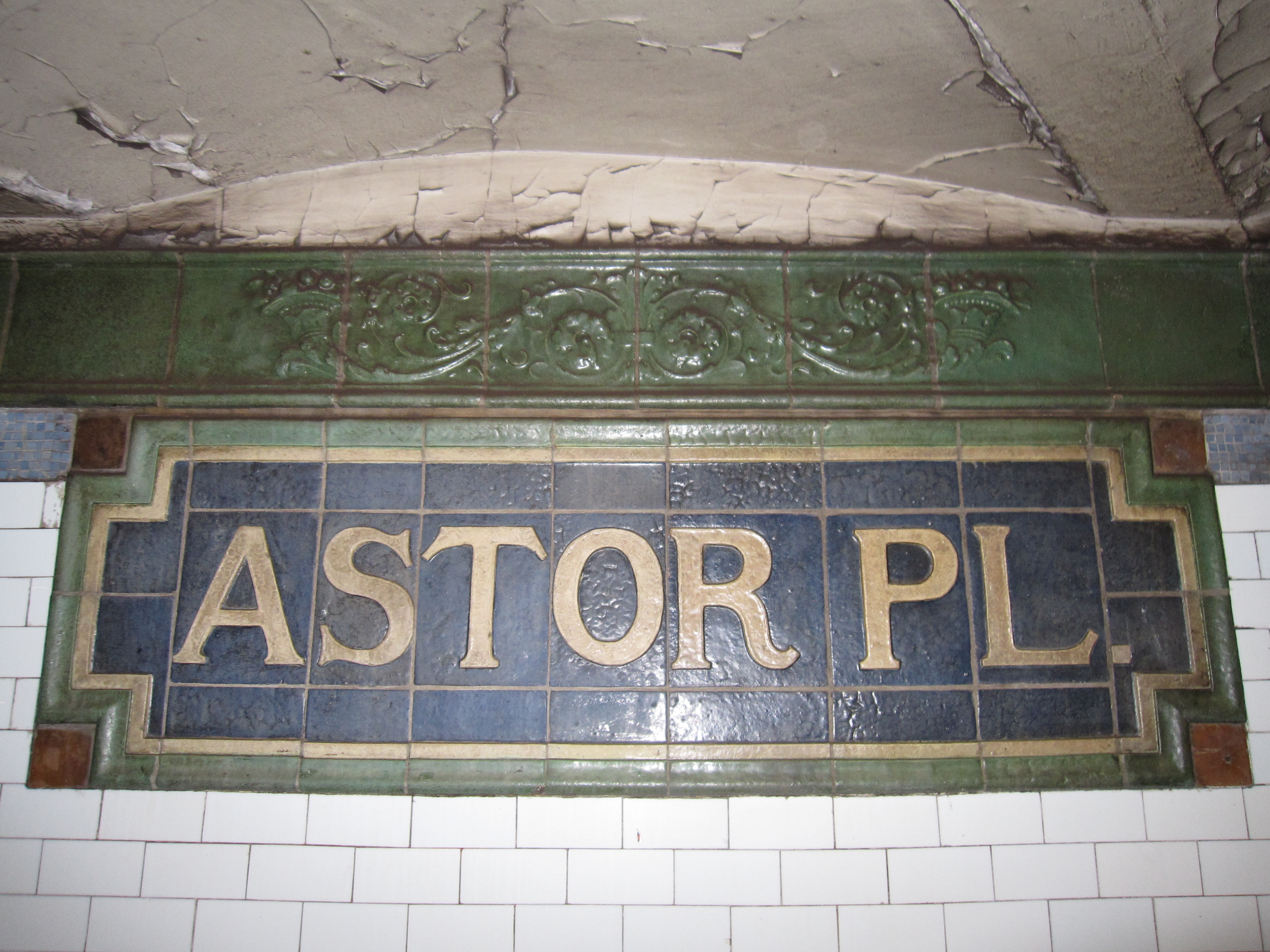
Tableta por Heins & LaFarge/Grueby Faience Company, 1904.
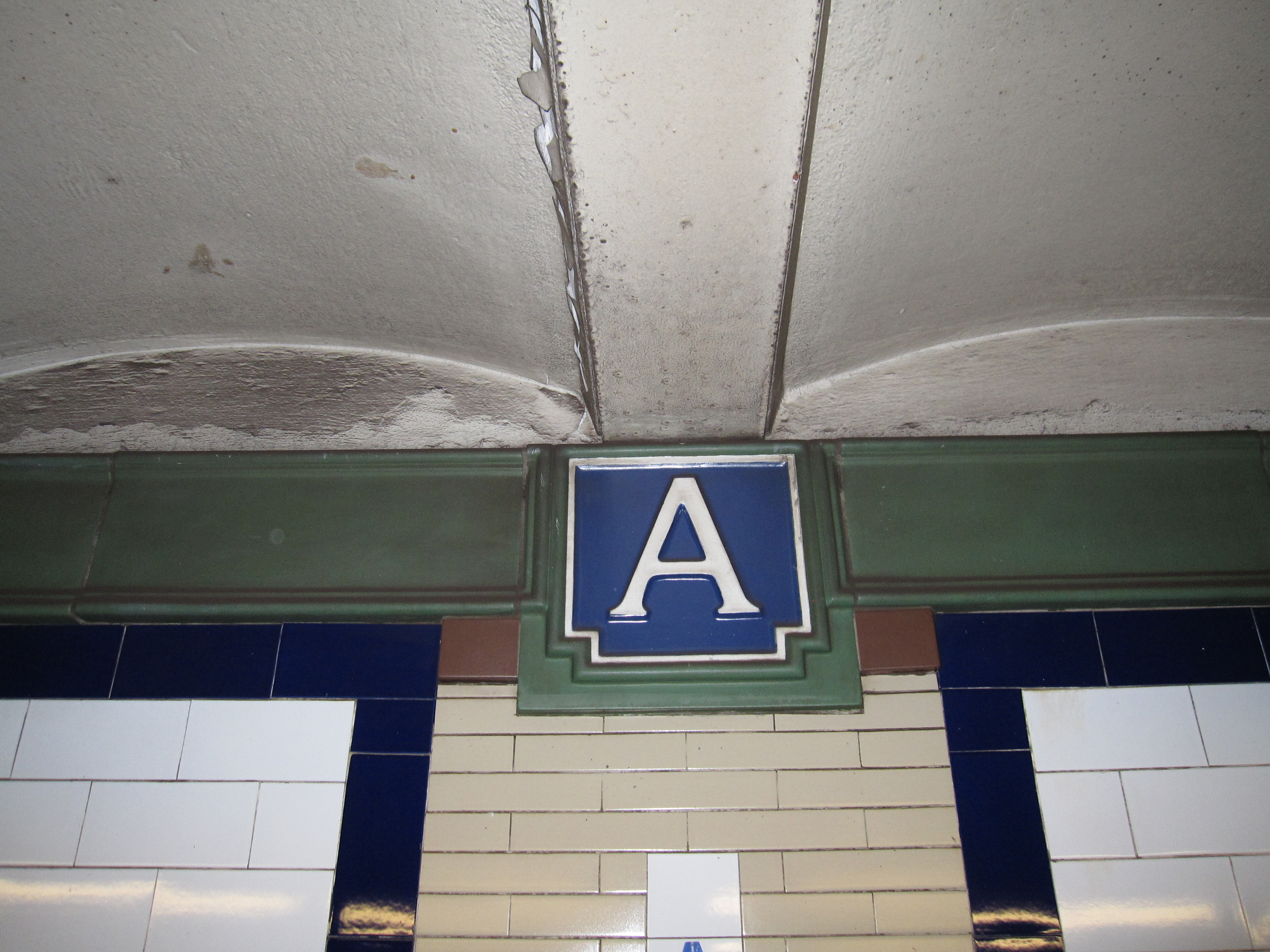
Mosaico con la inicial "A"
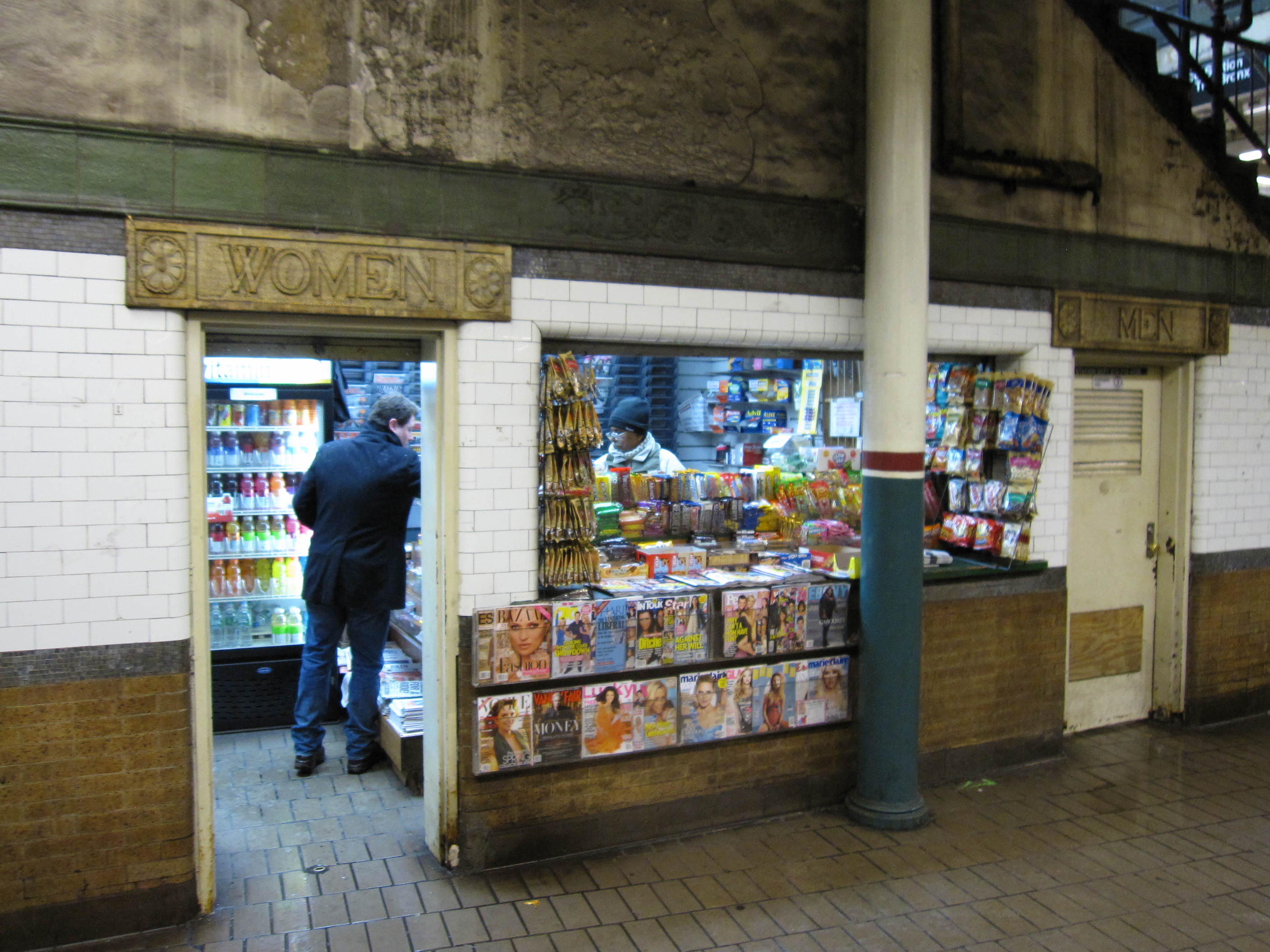
Antiguo baño de mujeres
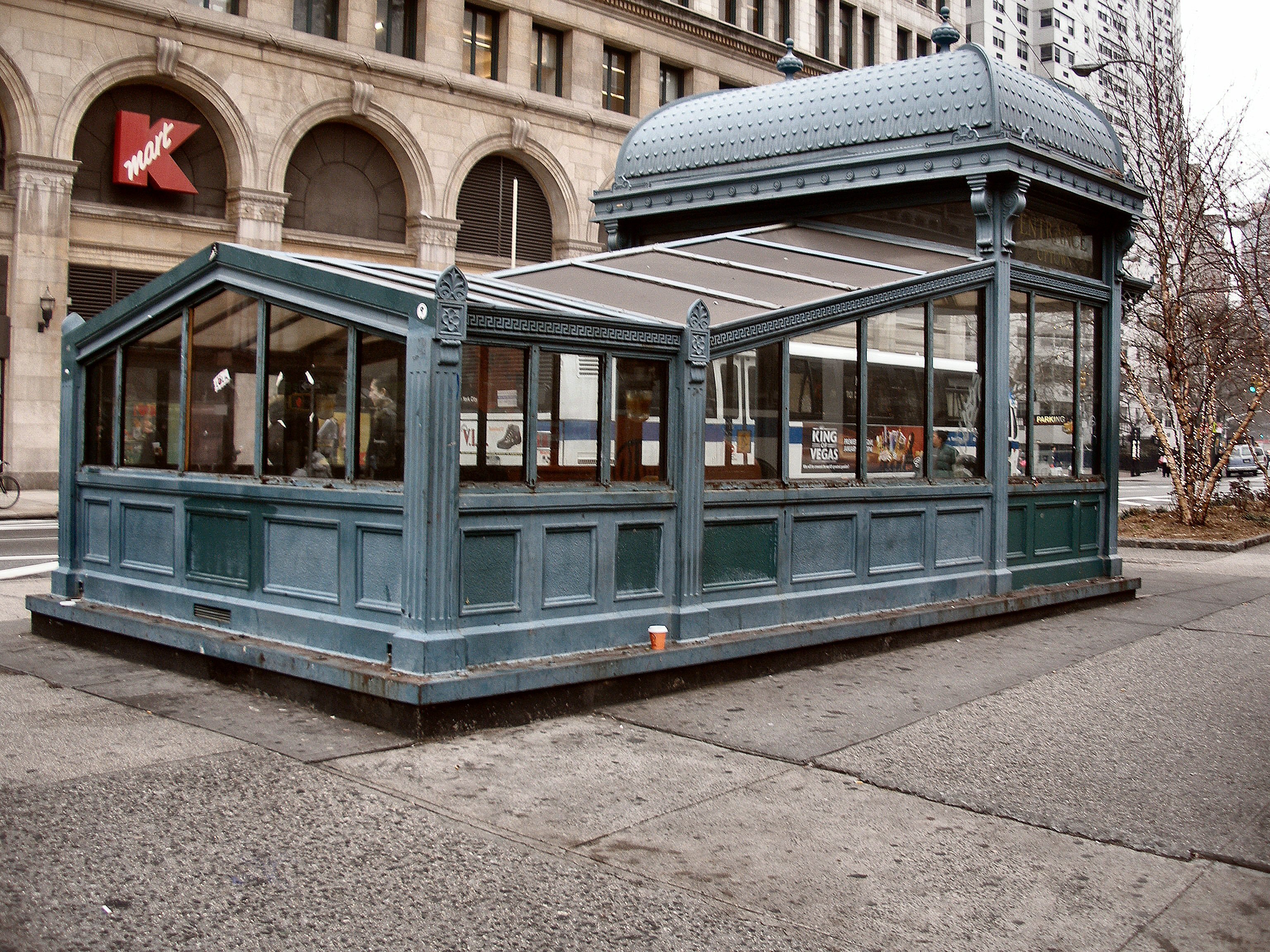
Antiguo kiosko de entrada